# Kreisarchiv Esslingen
Das Kreisarchiv Esslingen ist das kommunale Archiv des Landkreises Esslingen und bewahrt die historische Überlieferungen des Landkreises, mit Beständen, die bis ins Jahr 1404 zurückreichen. Sein Sitz ist in Plochingen unter der Leitung von Manfred Waßner.

## Geschichte
1951 gründete Walter Grube das Kreisarchiv Nürtingen, die erste Einrichtung in Württemberg, die sowohl kommunales als auch staatliches Archivgut dauerhaft sicherte. Trotz seines Modellcharakters und der Bemühungen von Landrat Ernst Schaude erhielt das Archiv bis zur Kreisreform keine hauptamtliche Leitung. Nach der Kreisreform und der Gründung des Landkreises Esslingen im Jahr 1973 begann erst am 1. April 1979 der Aufbau des heutigen Kreisarchivs Esslingen.

## Aufgaben
Das Kreisarchiv Esslingen ist die zentrale Archivierungsstelle für die Überlieferung des Landkreises Esslingen und seiner Einrichtungen. Es ist zuständig für die Dienststellen der Kreisverwaltung, die Einrichtungen in Trägerschaft des Landkreises – wie berufliche Schulen und Sonderschulen – sowie für kreiseigene Unternehmen. Eine seiner Kernaufgaben ist die Bewertung von Unterlagen vor der Aktenaussonderung, um deren langfristigen Wert zu prüfen. Archivwürdige Dokumente werden übernommen, während für nicht relevante Unterlagen eine offizielle Vernichtungsgenehmigung erteilt wird. Ergänzend zu den Verwaltungsunterlagen baut das Kreisarchiv Sammlungen zur Kreisgeschichte auf, darunter Zeitungen, Fotografien und Nachlässe. Es erschließt diese Bestände für die Öffentlichkeit, beantwortet historische Anfragen und unterstützt die wissenschaftliche Forschung. Ein weiterer Schwerpunkt liegt in der Pflege und Erhaltung der Archivalien, um deren langfristige Zugänglichkeit zu gewährleisten. Das Kreisarchiv Esslingen nimmt zudem Aufgaben im Bereich der kommunalen Archivpflege wahr. Es berät die Kreisgemeinden in archivfachlichen Fragen und betreut Stadt- und Gemeindearchive ohne eigenständige Archivverwaltung.

## Bestand und Nutzung
Das Kreisarchiv Esslingen bewahrt die Überlieferung der ehemaligen Altkreise Esslingen und Nürtingen sowie ihrer Vorläuferinstitutionen, darunter die Amtskörperschaften und Oberämter Esslingen, Kirchheim, Neuffen, Nürtingen und Stuttgart. Ergänzt wird der Bestand durch laufende Übernahmen aus der aktuellen Zuständigkeit des Archivs, die sämtliche Dienststellen der Kreisverwaltung Esslingen (einschließlich des Landratsamtes und seiner Außenstellen), die kreiseigenen Unternehmen wie den Abfallwirtschaftsbetrieb und die Kreiskliniken sowie die Schulen in Trägerschaft des Landkreises umfasst. Neben den amtlichen Dokumenten erweitert das Kreisarchiv seine Sammlungen kontinuierlich um vielfältige Materialien zur Kreisgeschichte. Dazu gehören unter anderem Fotografien, Plakate, Karten und Zeitungen. Außerdem archiviert es private Nachlässe sowie Unterlagen von Firmen, Vereinen und politischen Parteien, wodurch die Bestände des Archivs ein umfassendes Bild der historischen und kulturellen Entwicklung der Region zeichnen.
Im Leseraum des Kreisarchivs können Interessierte Archivalien, Bücher und Tageszeitungen einsehen. Zudem steht eine öffentliche Präsenzbibliothek mit ca. 17.000 Bänden zur Kommunalverwaltung, Gesetzgebung und Kreisgeschichte zur Verfügung, recherchierbar über einen Online-Katalog.

## Projekte
Das Kreisarchiv Esslingen beteiligt sich am „Smapshot“-Projekt, das historische Luftbilder des Landkreises einer breiten Öffentlichkeit zugänglich macht. Auf der Online-Plattform „Smapshot“ werden ausgewählte Fotografien präsentiert, die mit Hilfe von Crowdsourcing in einem virtuellen 3D-Globus verortet werden können. Die Nutzende haben die Möglichkeit, die historischen Aufnahmen mit aktuellen Geodaten zu verknüpfen und somit aktiv an der Rekonstruktion vergangener Landschaften mitzuwirken. Ziel des Projekts ist es, einen virtuellen Globus der Vergangenheit zu schaffen, der historische Entwicklungen und Veränderungen der Region sichtbar macht. Die Plattform ermöglicht sowohl eine anonymisierte als auch registrierte Teilnahme, wobei alle Beiträge vor der Veröffentlichung vom Kreisarchiv auf ihre Korrektheit überprüft werden. Dieses partizipative Projekt verbindet digitale Innovation mit historischer Dokumentation und fördert die aktive Auseinandersetzung der Bevölkerung mit der Geschichte des Landkreises Esslingen.

## Publikationen (Auswahl)
- Norbert Häuser, Manfred Waßner (Hrsg.): Geschichte und Gegenwart im Landkreis Esslingen. Eine Schriftenreihe des Kreisarchivs Esslingen. Band 1: Auf Spurensuche. Geschichten von Kleindenkmalen im Landkreis Esslingen. Esslingen am Neckar 2012, ISBN 978-3-933235-20-6.
- Steffen Seischab: Zwischen Kreuz und Hakenkreuz: die Gemeinden Pfauhausen, Steinbach, Wernau am Neckar im Nationalsozialismus. Esslingen am Neckar 2023, ISBN 978-3-933235-32-9.
- Manfred Waßner (Hrsg.): Jakob Friedrich Schöllkopf (1819–1899) – Pionier zwischen Alter und Neuer Welt. Esslingen am Neckar 2006, ISBN 3-933235-19-7.